# Daniela Ruah
Daniela Sofia Korn Ruah (Boston, Massachusetts, 1983. december 2. –) portugáliai zsidó származású amerikai színésznő. Ő alakítja Kensi Blye szerepét a CBS NCIS: Los Angeles sorozatában.

## Kezdeti évei
Ruah Bostonban született. Ő volt dr. Moisés Carlos Bentes Ruah és felesége, Catarina Lia Azancot Korn egyetlen gyermeke. A jobb szemén egy könnyen felismerhető anyajegy van. A másik szeme mogyoróbarna. Édesapja a Bostoni Egyetem és a Tufts Egyetem közös programjában volt rezidens a fül-orr-gégészeten. Ruah ötéves volt, mikor édesapja befejezte a rezidensi időszakát, és a család visszaköltözött Portugáliába. Gyermekkorának túlnyomó részét itt töltötte. Ruah anyai nagyanyja Portugáliában született szefárd, anyai nagyapja pedig egy a mai Wricklawból származó askenázi volt.
Ruah a Lisszabon melletti Saint Julian's Schoolban végzett. Ezután a London Metropolitan University művészeti szakán szerzett BA képesítést. A portugál zsidó közösség aktív tagja volt, melynek apja második unokatestvére volt az elnöke. 2003-ban a Jewish Telegraph Agency a European Union of Jewish Students (Zsidó Hallgatók Európai Uniója) támogatásával megrendezte a zsidó fiatalok találkozóját, ahol 32 országból gyűltek össze a résztvevők. Ruah ekkor 19 éves volt, és még mindig Lisszabonban élt. Ő volt az egyik hallgató, akit a JTA megkérdezett. Azt mondta nekik: „Még soha nem volt körülöttem ennyi zsidó. Itt senkinek nem kell elmagyaráznod, hogy ki vagy. Most találkozom először olyanokkal, akik kóser ételeket esznek."
Ruah három nyelvet folyékonyan beszél, ezek az angol, a portugál és a spanyol. Amerikai-portugál kettős állampolgár.

## Karrierje
Ruah tízévesen szerepelt először egy portugál szappanoperában. Első komolyabb szerepét 16 évesen kapta, mikor ő játszhatta el Sara szerepét a Jardins Proibidos filmsorozatban. Ruah a középiskola befejezéséig több területen is dolgozott. 18 évesen Londonba költözött, ahol a London Metropolitan University hallgatója lett. Itt előadóművészi diplomát szerzett. Innét visszatért Portugáliába, hogy ott folytassa a pályafutását. Ő volt a Dancing with the Stars portugál változatának a győztese. Emellett rövid filmekben, televíziós sorozatokban és színházi műsorokban is osztottak rá főszerepet. 2007-ben New Yorkba költözött, ahol a Lee Strasberg Theatre and Film Institute hallgatója lett.
2009. szeptember 22-től Ruah alakítja Kensi Blye különleges ügynök szerepét az NCIS: Los Angeles sorozatban.
2018. január 8-án bejelentettek, hogy Filomena Cautela, Sílvia Alberto, Daniela Ruah és Catarina Furtado lesznek a 2018-as Eurovíziós Dalfesztivál műsorvezetői Lisszabonban.

### Díjai
2010-ben Ruah elnyerte az év felfedezettjének járó portugál Golden Globe kitüntetést. 2010. júliusban a Teen Choise Awardson jelölték a legjobb női akcióhős kategóriában.

## Filmográfia

### Filmek
- 2010 - "Sophia" a Red Tails filmben

### Rövid filmek
- 2006 - Canaviais
- 2008 - Blind Confession
- 2009 - Midnight Passion
- 2010 - Tu & Eu

### Televízió
Portugál:
- 2000/2001 - Sara a Jardins Proibidos sorozatban, TVI
- 2001 - Zézinha a Querida Mãe sorozatban, SIC
- 2001 - Mónica az Elsa, Uma Mulher Assim sorozatban, RTP
- 2001/2002 - Constança Valadas a Filha do Mar, TVI
- 2004 - Verónica Botelho az Inspector Max (Marcas do Passado) sorozatban (vendégszínész), TVI
- 2005/2006 - Rita Cruz a Dei-te Quase Tudo sorozatban, TVI
- 2006/2007 - Daniela Pinto a Tu e Eu sorozatban (főszereplő), TVI
- 2008 - Rita a Casos da Vida (2008) sorozatban (vendégszínész), TVI

USA:
- 2009 – Kensi Blye különleges ügynök az NCIS: Los Angeles sorozatban; főszereplő Chris O’Donnell-lel és LL Cool J-vel közösen
- 2011 - feltűnik egy rövid szerep erejéig a Hawaii Five-0 sorozatban mint Kensi Blye